# Kortvågssändaren i Schwarzenburg

Kortvågssändaren i Schwarzenburg (1942)

Kortvågssändaren i Schwarzenburg var i drift från 1938 till 1998. Den sände schweiziska utlandsprogram till flera världsdelar. Under andra världskriget var det den enda stationen på Europas fastland som kunde sända nyheter som inte kontrollerades av Nazityskland och dess allierade. Efter kriget användes stationen bland annat för sändningar till Östeuropa, men även till Afrika, Nord- och Sydamerika samt till Fjärran östern.
Sändareffekten var inledningsvis 15 kW, men ökades senare till 1200 kW. Kortvåg är det radiosystem som har längst räckvidd eftersom denna våglängd reflekteras i jonosfären och därmed kan följa jordens krökning. För att nå bästa räckvidd vinklades strålningsloben något uppåt med en vinkel som, beroende på det aktuella atmosfäriska läget kunde varieras mellan 6 och 11 grader. 